# Liste physikalischer Größen
| Kurzreferenz |                         |
| [ 1 ]        | Verhältnisgröße         |
| [ 2 ]        | bezogene Größe          |
| [ 3 ]        | extensive Zustandsgröße |
| [ 4 ]        | intensive Zustandsgröße |
| [ 5 ]        | Prozessgröße            |
| [ 6 ]        | Energiegröße            |
| [ 7 ]        | Feldgröße               |

Diese Liste führt alle wichtigen physikalischen Größen – die SI-Basisgrößen und davon abgeleitete Größen – der Technik und Naturwissenschaften sortiert nach Wissensgebieten auf.
Die benutzten Formelzeichen richten sich weitestgehend nach den international üblichen bzw. über DIN 1304 für deutschen Sprachraum vorgegebenen Standards. Bei einigen physikalischen Größen sind mehrere Formelzeichen üblich, da diese Größe in verschiedenen Anwendungsbereichen benutzt wird.
Zum korrekten Gebrauch bzw. für die Schreibweise von Größen, Einheiten und Werten gibt es klare Standards.
Physikalische Konstanten sind in der untenstehenden Tabelle nicht aufgeführt.

## SI-Basisgrößen und -einheiten
| Basisgröße                  | Formelzeichen                      | Symbol für Dimension | Basiseinheit   |
| --------------------------- | ---------------------------------- | -------------------- | -------------- |
| Zeit                        | {\displaystyle t\,}                | T                    | Sekunde (s)    |
| Länge                       | {\displaystyle \ l\,}, …           | L                    | Meter (m)      |
| Masse                       | {\displaystyle m\,}                | M                    | Kilogramm (kg) |
| elektrische Stromstärke     | {\displaystyle I\,}                | I                    | Ampere (A)     |
| thermodynamische Temperatur | {\displaystyle T\,}                | Θ                    | Kelvin (K)     |
| Stoffmenge                  | {\displaystyle n\,}                | N                    | Mol (mol)      |
| Lichtstärke                 | {\displaystyle I_{\mathrm {V} }\,} | J                    | Candela (cd)   |

## Geometrie
| Größenart     | Physikalische Größe          | Formelzeichen                                                                                      | Dimension | SI-Einheit        | Andere Einheiten                                                                          | Bemerkung |
| ------------- | ---------------------------- | -------------------------------------------------------------------------------------------------- | --------- | ----------------- | ----------------------------------------------------------------------------------------- | --------- |
| ebener Winkel | ebener Winkel, Drehwinkel    | {\displaystyle \alpha ,\,\beta ,\,\gamma ,\,\ldots ,} {\displaystyle \varphi ,\,\theta ,\,\ldots } | 1         | Radiant (rad)     | Grad (°) Gon (gon, g) Bogenminute (′)                                                     | [ 1 ]     |
| Raumwinkel    | Raumwinkel                   | {\displaystyle \Omega ,\,\omega }                                                                  | 1         | Steradiant (sr)   | Quadratgrad ((°)²)                                                                        | [ 1 ]     |
| Länge         | Länge                        | {\displaystyle l\,}                                                                                | L         | Meter (m)         | Ångström (Å) astronomische Einheit (AE) Lichtjahr (Lj, ly, lyr) Parsec (pc) Seemeile (sm) |           |
| Länge         | Breite                       | {\displaystyle b\,}                                                                                | L         | Meter (m)         | Ångström (Å)                                                                              |           |
| Länge         | Höhe, Tiefe                  | {\displaystyle h\,}                                                                                | L         | Meter (m)         | Ångström (Å)                                                                              |           |
| Länge         | Dicke, Schichtdicke          | {\displaystyle \sigma ,\,d}                                                                        | L         | Meter (m)         | Ångström (Å)                                                                              |           |
| Länge         | Radius (Halbmesser), Abstand | {\displaystyle r\,}                                                                                | L         | Meter (m)         | Ångström (Å) astronomische Einheit (AE) Lichtjahr (Lj, ly, lyr) Parsec (pc)               |           |
| Länge         | Durchmesser                  | {\displaystyle d,\,D}                                                                              | L         | Meter (m)         | Ångström (Å) astronomische Einheit (AE) Lichtjahr (Lj, ly, lyr) Parsec (pc)               |           |
| Länge         | Weglänge, Kurvenlänge        | {\displaystyle s\,}                                                                                | L         | Meter (m)         | Ångström (Å) astronomische Einheit (AE) Lichtjahr (Lj, ly, lyr) Parsec (pc) Seemeile (sm) |           |
| Fläche        | Flächeninhalt, Oberfläche    | {\displaystyle A,\,S}                                                                              | L2        | Quadratmeter (m2) | Ar (a) Hektar (ha)                                                                        |           |
| Fläche        | Querschnittsfläche           | {\displaystyle S,\,Q}                                                                              | L2        | Quadratmeter (m2) | Barn (b)                                                                                  |           |
| Volumen       | Volumen, Rauminhalt          | {\displaystyle V\,}                                                                                | L3        | Kubikmeter (m3)   | Liter (l)                                                                                 |           |

## Kinematik
| Größenart             | Physikalische Größe           | Formelzeichen                          | Dimension | SI-Einheit       | Andere Einheiten                         | Bemerkung |
| --------------------- | ----------------------------- | -------------------------------------- | --------- | ---------------- | ---------------------------------------- | --------- |
| Zeit                  | Zeit, Zeitspanne, Dauer       | {\displaystyle t\,}                    | T         | Sekunde (s)      | Minute (min) Stunde (h) Tag (d) Jahr (a) |           |
| Zeit                  | Periodendauer                 | {\displaystyle T,\,{\tau }}            | T         | Sekunde (s)      | Minute (min) Stunde (h) Tag (d) Jahr (a) |           |
| Zeit                  | Zeitkonstante                 | {\displaystyle {\tau },\,T}            | T         | Sekunde (s)      |                                          |           |
| Geschwindigkeit       | Geschwindigkeit               | {\displaystyle v,\,c}                  | T−1 L     | m·s−1            | Kilometer pro Stunde (km·h−1)            |           |
| Geschwindigkeit       | Strömungsgeschwindigkeit      | {\displaystyle \omega \,}              | T−1 L     | m·s−1            | Kilometer pro Stunde (km·h−1)            |           |
| Beschleunigung        | Beschleunigung                | {\displaystyle a\,}                    | T −2 L    | m·s−2            |                                          |           |
| Beschleunigung        | örtliche Fallbeschleunigung   | {\displaystyle g\,}                    | T −2 L    | m·s−2            | gal                                      |           |
| Ruck                  | Ruck                          | {\displaystyle j\,}                    | T−3 L     | m·s−3            |                                          |           |
| Frequenz              | Frequenz, Periodenfrequenz    | {\displaystyle f,\,\nu }               | T−1       | Hertz (Hz) = s−1 |                                          |           |
| Frequenz              | Drehzahl, Umdrehungsfrequenz  | {\displaystyle n,\,f_{\mathrm {rot} }} | T−1       | s−1              | U·s−1                                    |           |
| Kreisfrequenz         | Kreisfrequenz, Winkelfrequenz | {\displaystyle \omega \,}              | T−1       | rad·s−1          |                                          |           |
| Winkelgeschwindigkeit | Winkelgeschwindigkeit         | {\displaystyle \omega }                | T−1       | rad·s−1          |                                          | [ 8 ]     |
| Winkelbeschleunigung  | Winkelbeschleunigung          | {\displaystyle \alpha \,}              | T−2       | rad·s−2          |                                          | [ 8 ]     |
| Länge                 | Wellenlänge                   | {\displaystyle \lambda \,}             | L         | Meter (m)        | Ångström (Å)                             |           |

## Mechanik
| Größenart              | Physikalische Größe                             | Formelzeichen                                | Dimension | SI-Einheit                  | Andere Einheiten | Bemerkung    |
| ---------------------- | ----------------------------------------------- | -------------------------------------------- | --------- | --------------------------- | --- | ------------ |
| Masse                  | Masse                                           | {\displaystyle m\,}                          | M         | Kilogramm (kg)              | Gramm (g) Tonne (t) metrisches Karat (ct)                                                                                                   | [ 3 ]        |
| Kraft                  | Kraft                                           | {\displaystyle F\,}                          | T−2 L M   | Newton (N)                  | dyn (dyn) Kilopond (kp) | [ 7 ]        |
| Kraft                  | Gewichtskraft                                   | {\displaystyle F_{\mathrm {G} },\,G}         | T−2 L M   | Newton (N)                  | Dyn (dyn) Kilopond (kp) | [ 7 ]        |
| Kraft                  | Reibung                                         | {\displaystyle F_{\mathrm {R} }\,}           | T−2 L M   | Newton (N)                  | Dyn (dyn) Kilopond (kp) | [ 7 ]        |
| Impuls                 | Impuls                                          | {\displaystyle p\,}                          | T−1 L M   | N·s = kg·m·s−1              | | [ 9 ]        |
| Impuls                 | Kraftstoß                                       | {\displaystyle S,\,I}                        | T−1 L M   | N·s = kg·m·s−1              | |              |
| Trägheitsmoment        | Trägheitsmoment                                 | {\displaystyle I,\,J,\,{\mathit {\Theta }}}  | L2 M      | kg·m2                       | |              |
| Flächenträgheitsmoment | Flächenträgheitsmoment, Flächenmoment 2. Grades | {\displaystyle I,\,J\,}                      | L4        | m4                          | |              |
| Drehmoment             | Drehmoment (Kraftmoment)                        | {\displaystyle M\,}                          | T−2 L2 M  | Newtonmeter (N·m)           | Dynmeter (dynm) Kilopondmeter (kpm) | [ 8 ]        |
| Drehmoment             | Torsionsmoment, Einspannmoment, Biegemoment     | {\displaystyle M_{\mathrm {T} },\,T;\,M}     | T−2 L2 M  | Newtonmeter (N·m)           | |              |
| Drehimpuls             | Drehimpuls, Drall                               | {\displaystyle L\,}                          | T−1 L2 M  | kg·m2·s−1                   | J·s | [ 8 ] [ 10 ] |
| Wirkung                | Wirkung                                         | {\displaystyle S\,}                          | T−1 L2 M  | kg·m2·s−1 = J·s             | |              |
| Energie                | Arbeit                                          | {\displaystyle W,\,E}                        | T−2 L2 M  | Joule (J) Newtonmeter (N·m) | Kilowattstunde (kWh) Elektronvolt (eV) Kilopondmeter (kpm) Erg (erg) Kalorie (cal)                                                          | [ 5 ] [ 6 ]  |
| Energie                | Energie                                         | {\displaystyle E}                            | T−2 L2 M  | Joule (J)                   | Kilowattstunde (kWh) Elektronvolt (eV) Kilopondmeter (kpm) Erg (erg) Kalorie (cal)                                                          | [ 6 ]        |
| Energiedichte          | volumetrische Energiedichte                     | {\displaystyle \rho ,\,w}                    | T−2 L−1 M | J·m−3                       | |              |
| Energiedichte          | spezifische Energie                             | {\displaystyle \rho ,\,w}                    | T−2 L2    | J·kg−1                      | |              |
| Leistung               | Leistung                                        | {\displaystyle P\,}                          | T−3 L2 M  | Watt (W)                    | kpm·s−1 Pferdestärke (PS) | [ 6 ]        |
| Leistungsdichte        | Intensität, flächenbezogene Leistungsdichte     | {\displaystyle I,\,S,\,E,\,M,\,q,\,\psi }    | T−3 M     | W·m−2                       | |              |
| Leistungsdichte        | volumetrische Leistungsdichte                   | {\displaystyle \phi }                        | T−3 L−1 M | W·m−3                       | |              |
| Leistungsdichte        | spezifische Leistung                            | {\displaystyle \rho ,\,w}                    | T−3 L2    | W·kg−1                      | |              |
| Koeffizient            | Wirkungsgrad                                    | {\displaystyle \eta \,}                      | 1         | 1                           | | [ 1 ]        |
| Massendichte           | Dichte                                          | {\displaystyle \rho ,\,\rho _{\mathrm {m} }} | L−3 M     | kg·m−3                      | | [ 2 ] [ 4 ]  |
| Massenbelegung         | Massenbelegung                                  | {\displaystyle \rho _{\mathrm {A} }}         | L−2 M     | kg·m−2                      | | [ 2 ] [ 4 ]  |
| Anzahldichte           | Anzahldichte                                    | {\displaystyle n}                            | L−3       | m−3                         | Stück·m−3 | [ 2 ] [ 4 ]  |
| spezifisches Volumen   | spezifisches Volumen                            | {\displaystyle v\,}                          | L3 M−1    | m3·kg−1                     | | [ 2 ] [ 4 ]  |
| spezifisches Gewicht   | spezifisches Gewicht (Wichte)                   | {\displaystyle \gamma \,}                    | T−2 L−2 M | kg·m−2·s−2                  | N·m−3 | [ 2 ] [ 4 ]  |
| mechanische Spannung   | Druck                                           | {\displaystyle p\,}                          | T−2 L−1 M | Pascal (Pa) = N·m−2         | Bar (bar) physikalische Atmosphäre (atm) technische Atmosphäre (at) Torr (Torr) Millimeter-Quecksilbersäule (mm Hg) Meter Wassersäule (mWS) | [ 7 ]        |
| mechanische Spannung   | absoluter Druck                                 | {\displaystyle p_{\mathrm {abs} }\,}         | T−2 L−1 M | Pascal (Pa) = N·m−2         | Bar (bar) | [ 7 ]        |
| mechanische Spannung   | Luftdruck                                       | {\displaystyle p_{\mathrm {amb} }\,}         | T−2 L−1 M | Pascal (Pa) = N·m−2         | Bar (bar) | [ 7 ]        |
| mechanische Spannung   | atmosphärische Druckdifferenz, Überdruck        | {\displaystyle p_{\mathrm {e} }\,}           | T−2 L−1 M | Pascal (Pa) = N·m−2         | Bar (bar) | [ 7 ]        |
| mechanische Spannung   | Normalspannung (Zug- oder Druckspannung)        | {\displaystyle \sigma \,}                    | T−2 L−1 M | Pascal (Pa) = N·m−2         | Bar (bar) |              |
| mechanische Spannung   | Schubspannung                                   | {\displaystyle \tau \,}                      | T−2 L−1 M | Pascal (Pa) = N·m−2         | Bar (bar) |              |
| Modul                  | Elastizitätsmodul                               | {\displaystyle E\,}                          | T−2 L−1 M | N·m−2                       | | [ 2 ]        |
| Modul                  | Schubmodul                                      | {\displaystyle G\,}                          | T−2 L−1 M | N·m−2                       | | [ 2 ]        |
| Modul                  | Kompressionsmodul                               | {\displaystyle K\,}                          | T−2 L−1 M | N·m−2                       | | [ 2 ]        |
| Federkonstante         | Federkonstante                                  | {\displaystyle D,\,k,\,c}                    | T−2 M     | N·m−1                       | |              |
| Kompressibilität       | Kompressibilität                                | {\displaystyle \kappa ,\,\chi }              | T−2 M     | N·m−1                       | |              |
| Koeffizient            | Dehnung, relative Längenänderung                | {\displaystyle \mathrm {\epsilon \,} }       | 1         | 1                           | | [ 1 ]        |
| Koeffizient            | Schiebung, Scherung                             | {\displaystyle \gamma \,}                    | 1         | 1                           | | [ 1 ]        |
| Koeffizient            | Poissonzahl                                     | {\displaystyle \mu ,\,\nu }                  | 1         | 1                           | | [ 1 ]        |
| Viskosität             | dynamische Viskosität                           | {\displaystyle \eta \,}                      | T−1 L−1 M | Pa·s                        | Poise (P) |              |
| Viskosität             | kinematische Viskosität                         | {\displaystyle \nu \,}                       | T−1 L2    | m2·s−1                      | Stokes (St) |              |
| Koeffizient            | Reynolds-Zahl                                   | {\displaystyle Re\,}                         | 1         | 1                           | | [ 1 ]        |
| Koeffizient            | Reibungszahl                                    | {\displaystyle \mu ,\,f}                     | 1         | 1                           | | [ 1 ]        |
| Volumenstrom           | Volumenstrom                                    | {\displaystyle Q\,}                          | T−1 L3    | m3·s−1                      | |              |
| Massenstrom            | Massenstrom                                     | {\displaystyle q_{m}}                        | T−1 M     | kg·s−1                      | |              |

## Thermodynamik
| Größenart                  | Physikalische Größe                              | Formelzeichen                                                                      | Dimension    | SI-Einheit                   | Andere Einheiten | Bemerkung   |
| -------------------------- | ------------------------------------------------ | ---------------------------------------------------------------------------------- | ------------ | ---------------------------- | ---------------- | ----------- |
| Temperatur                 | thermodynamische Temperatur, absolute Temperatur | {\displaystyle T\,}                                                                | Θ            | Kelvin (K)                   |                  | [ 4 ]       |
| Temperatur                 | Temperaturdifferenz                              | {\displaystyle {\Delta T,\,\Delta \vartheta ,\,\Delta t}}                          | Θ            | Kelvin (K) Grad Celsius (°C) |                  | [ 6 ]       |
| Temperatur                 | Celsius-Temperatur                               | {\displaystyle \vartheta ,\,t}                                                     | Θ            | Grad Celsius (°C)            | Kelvin (K)       | [ 2 ] [ 6 ] |
| Energie                    | Wärme, Wärmemenge                                | {\displaystyle Q\,}                                                                | T−2 L2 M     | Joule (J)                    | Kalorie (cal)    | [ 5 ] [ 6 ] |
| Energie                    | innere Energie                                   | {\displaystyle U\,}                                                                | T−2 L2 M     | Joule (J)                    |                  | [ 3 ] [ 6 ] |
| Energie                    | thermische Energie                               | {\displaystyle E_{\mathrm {th} }\,}                                                | T−2 L2 M     | Joule (J)                    |                  | [ 3 ] [ 6 ] |
| Energie                    | chemisches Potential                             | {\displaystyle \mu \,}                                                             | T−2 L2 M     | Joule (J)                    |                  | [ 3 ] [ 6 ] |
| Energie                    | Enthalpie                                        | {\displaystyle H\,}                                                                | T−2 L2 M     | Joule (J)                    |                  | [ 3 ] [ 6 ] |
| Leistung                   | Wärmestrom                                       | {\displaystyle {\mathit {\Phi }}_{\mathrm {th} },\,{\mathit {\Phi }},\,{\dot {Q}}} | T−3 L2 M     | Watt (W) = J·s−1             |                  | [ 6 ]       |
| Leistungsdichte            | Wärmestromdichte                                 | {\displaystyle {q},\,{\dot {q}}}                                                   | T−3 M        | W·m−2                        |                  |             |
| Entropie                   | Entropie                                         | {\displaystyle S\,}                                                                | T−2 L2 M Θ−1 | J·K−1                        |                  | [ 3 ]       |
| Wärmekapazität             | Wärmekapazität                                   | {\displaystyle C_{\mathrm {th} },\,C}                                              | T−2 L2 M Θ−1 | J·K−1                        |                  | [ 3 ]       |
| spezifische Wärmekapazität | spezifische Wärmekapazität                       | {\displaystyle c\,}                                                                | T−2 L2 Θ−1   | J·K−1·kg−1                   |                  | [ 2 ] [ 4 ] |
| Temperaturkoeffizient      | Längenausdehnungskoeffizient                     | {\displaystyle {\alpha }_{1}\,}                                                    | Θ−1          | K−1                          |                  |             |
| Temperaturkoeffizient      | Volumenausdehnungskoeffizient                    | {\displaystyle {\alpha }_{v},\,\gamma }                                            | Θ−1          | K−1                          |                  |             |
| Wärmeleitfähigkeit         | Wärmeleitfähigkeit                               | {\displaystyle {\lambda }\,}                                                       | T−3 L M Θ−1  | W·K−1·m−1                    |                  |             |
| Temperaturkoeffizient      | Wärmeübergangskoeffizient                        | {\displaystyle \alpha ,\,h}                                                        | T−3 M Θ−1    | W·K−1·m−2                    |                  |             |
| Temperaturkoeffizient      | Wärmedurchgangskoeffizient                       | {\displaystyle U\,}                                                                | T−3 M Θ−1    | W·K−1·m−2                    |                  |             |
| Wärmedurchlasswiderstand   | Wärmedurchlasswiderstand                         | {\displaystyle R\,}                                                                | T3 M−1 Θ     | m2·K·W−1                     |                  |             |
| Temperaturleitfähigkeit    | Temperaturleitfähigkeit                          | {\displaystyle a\,}                                                                | T−1 L2       | m2·s−1                       |                  |             |

## Elektrodynamik
| Größenart                   | Physikalische Größe                                                 | Formelzeichen                                                                          | Dimension     | SI-Einheit                          | Andere Einheiten        | Bemerkung   |
| --------------------------- | ------------------------------------------------------------------- | -------------------------------------------------------------------------------------- | ------------- | ----------------------------------- | ----------------------- | ----------- |
| el. Stromstärke             | elektrische Stromstärke                                             | {\displaystyle I}                                                                      | I             | Ampere (A)                          | Biot (Bi)               | [ 7 ]       |
| el. Stromdichte             | elektrische Stromdichte                                             | {\displaystyle J,j,S}                                                                  | L−2 I         | A·m−2                               |                         |             |
| el. Ladung                  | elektrische Ladung                                                  | {\displaystyle Q}                                                                      | T I           | Coulomb (C)                         | A·s Franklin (Fr)       | [ 12 ]      |
| el. Spannung                | elektrische Spannung, elektrische Potentialdifferenz                | {\displaystyle U}                                                                      | T−3 L2 M I−1  | Volt (V) J·C−1                      |                         | [ 7 ]       |
| el. Potential               | elektrisches Potential                                              | {\displaystyle \varphi }                                                               | T−3 L2 M I−1  | Volt (V) J·C−1                      |                         | [ 7 ]       |
| el. Widerstand              | ohmscher Widerstand, Wirkwiderstand                                 | {\displaystyle R}                                                                      | T−3 L2 M I−2  | Ohm ({\displaystyle \Omega }) V·A−1 |                         |             |
| el. Widerstand              | Blindwiderstand                                                     | {\displaystyle X}                                                                      | T−3 L2 M I−2  | Ohm ({\displaystyle \Omega }) V·A−1 |                         |             |
| el. Widerstand              | Scheinwiderstand, el. Impedanz                                      | {\displaystyle Z}                                                                      | T−3 L2 M I−2  | Ohm ({\displaystyle \Omega }) V·A−1 |                         |             |
| spezifischer el. Widerstand | spezifischer el. Widerstand                                         | {\displaystyle \varrho }                                                               | T−3 L3 M I−2  | Ω·m                                 |                         |             |
| el. Leitwert                | elektrischer Leitwert, Wirkleitwert                                 | {\displaystyle G}                                                                      | T3 L−2 M−1 I2 | Siemens (S) Ω−1 A·V−1               |                         |             |
| el. Leitwert                | Blindleitwert                                                       | {\displaystyle B}                                                                      | T3 L−2 M−1 I2 | Siemens (S) Ω−1 A·V−1               |                         |             |
| el. Leitwert                | Scheinleitwert, Admittanz                                           | {\displaystyle Y}                                                                      | T3 L−2 M−1 I2 | Siemens (S) Ω−1 A·V−1               |                         |             |
| spezifischer el. Leitwert   | spezifischer el. Leitwert                                           | {\displaystyle \sigma }                                                                | T3 L−3 M−1 I2 | S·m−1                               |                         |             |
| Kraft                       | Lorentzkraft                                                        | {\displaystyle F_{\mathrm {L} }}                                                       | T−2 L M       | Newton (N)                          | Dyn (dyn) Kilopond (kp) | [ 7 ]       |
| el. Feldstärke              | elektrische Feldstärke                                              | {\displaystyle E}                                                                      | T−3 L M I−1   | V·m−1 N·C−1                         |                         | [ 7 ]       |
| el. Feldstärke              | Elektrisierung                                                      | {\displaystyle J}                                                                      | T−3 L M I−1   | V·m−1 N·C−1                         |                         |             |
| el. Fluss                   | elektrischer Fluss                                                  | {\displaystyle \Psi }                                                                  | T I           | C                                   |                         |             |
| el. Flussdichte             | elektrische Flussdichte (elektrische Erregung), Verschiebungsdichte | {\displaystyle D}                                                                      | T L−2 I       | C·m−2                               |                         | [ 7 ]       |
| el. Polarisation            | elektrische Polarisation                                            | {\displaystyle P}                                                                      | T L−2 I       | C·m−2                               |                         | [ 7 ]       |
| el. Polarisierbarkeit       | Polarisierbarkeit                                                   | {\displaystyle \alpha }                                                                | T4 M−1 I2     | C·m2·V−1                            |                         | [ 7 ]       |
| magnet. Flussdichte         | magnetische Flussdichte, magnetische Induktion                      | {\displaystyle B}                                                                      | T−2 M I−1     | Tesla (T)                           | Gauß (G) γ              | [ 8 ] [ 7 ] |
| magnet. Flussdichte         | magnetische Polarisation                                            | {\displaystyle J\,}                                                                    | T−2 M I−1     | Tesla (T)                           | Gauß (G) γ              | [ 8 ] [ 7 ] |
| magnet. Feldstärke          | magnetische Feldstärke, magnetische Erregung                        | {\displaystyle H}                                                                      | L−1 I         | A·m−1                               | Oersted (Oe)            | [ 8 ] [ 7 ] |
| Magnetisierung              | Magnetisierung                                                      | {\displaystyle M}                                                                      | L−1 I         | A·m−1                               |                         | [ 8 ] [ 7 ] |
| magnet. Fluss               | magnetischer Fluss                                                  | {\displaystyle {\mathit {\Phi }}}                                                      | T−2 L2 M I−1  | Weber (Wb) Vs                       | Maxwell (M)             |             |
| magnet. Fluss               | magnetischer Verkettungsfluss                                       | {\displaystyle \Psi }                                                                  | T−2 L2 M I−1  | Weber (Wb)                          | Maxwell (M)             |             |
| magnetisches Moment         | magnetisches Moment                                                 | {\displaystyle \mu }                                                                   | L2 I          | A·m2                                |                         |             |
| el. Kapazität               | elektrische Kapazität                                               | {\displaystyle C}                                                                      | T4 L−2 M−1 I2 | Farad (F)                           | C·V−1, A·s·V−1          |             |
| Elastanz                    | Elastanz                                                            | {\displaystyle S}                                                                      | T−4 L2 M I−2  | F−1                                 |                         |             |
| Induktivität                | Induktivität                                                        | {\displaystyle L}                                                                      | T−2 L2 M I−2  | Henry (H)                           | Wb·A−1                  |             |
| Permittivität               | Permittivität                                                       | {\displaystyle \epsilon }                                                              | T4 L−3 M−1 I2 | F·m−1                               |                         |             |
| Permeabilität               | magnetische Permeabilität                                           | {\displaystyle \mu }                                                                   | T−2 L M I−2   | H·m−1                               |                         |             |
| Leistung                    | Scheinleistung                                                      | {\displaystyle S}                                                                      | T−3 L2 M      | Voltampere (VA)                     |                         |             |
| Leistung                    | Wirkleistung                                                        | {\displaystyle P}                                                                      | T−3 L2 M      | Watt (W)                            |                         |             |
| Leistung                    | Blindleistung                                                       | {\displaystyle Q}                                                                      | T−3 L2 M      | Var (var)                           |                         |             |
| Ladungsdichte               | Linienladungsdichte                                                 | {\displaystyle \lambda }                                                               | T L−1 I       | C·m−1                               |                         |             |
| Ladungsdichte               | Flächenladungsdichte                                                | {\displaystyle \sigma }                                                                | T L−2 I       | C·m−2                               |                         |             |
| Ladungsdichte               | Raumladungsdichte                                                   | {\displaystyle \rho }                                                                  | T L−3 I       | C·m−3                               |                         |             |
| magnet. Potential           | magnetisches Potenzial                                              | {\displaystyle \psi }                                                                  | I             | A                                   |                         |             |
| magnet. Potential           | magnetisches Potenzialfeld                                          | {\displaystyle A}                                                                      | I             | A                                   |                         | [ 7 ]       |
| magnet. Spannung            | magnetische Durchflutung                                            | {\displaystyle \Theta }                                                                | I             | A                                   | AW, Aw Gilbert (Gb)     |             |
| Suszeptibilität             | elektrische Suszeptibilität                                         | {\displaystyle \chi _{e}}                                                              | 1             | 1                                   |                         |             |
| Suszeptibilität             | magnetische Suszeptibilität                                         | {\displaystyle \chi ,\chi _{\mathrm {v} },\chi _{\mathrm {m} },\chi _{\mathrm {mag} }} | 1             | 1                                   |                         |             |
| molare Suszeptibilität      | molare Suszeptibilität                                              | {\displaystyle \chi _{\mathrm {mol} }}                                                 | L3 N−1        | m3·mol−1                            |                         |             |
| Massensuszeptibilität       | Massensuszeptibilität                                               | {\displaystyle \chi _{\mathrm {mass} },\chi _{\mathrm {g} },\chi _{\mathrm {m} }}      | L3 M−1        | m3·kg−1                             |                         |             |

## AtomarundMolekular
| Größenart       | Physikalische Größe                                | Formelzeichen                      | Dimension | SI-Einheit | Andere Einheiten | Bemerkung   |
| --------------- | -------------------------------------------------- | ---------------------------------- | --------- | ---------- | ---------------- | ----------- |
| Stoffmenge      | Stoffmenge                                         | n                                  | N         | Mol (mol)  | Val (val)        | [ 3 ]       |
| molares Volumen | molares Volumen                                    | {\displaystyle V_{\mathrm {m} }\,} | L3 N−1    | m3·mol−1   |                  | [ 2 ] [ 4 ] |
| molare Masse    | molare Masse                                       | {\displaystyle M\,}                | M N−1     | kg·mol−1   |                  | [ 2 ] [ 4 ] |
| relative Masse  | relative Atommasse                                 | {\displaystyle A_{\mathrm {r} }\,} | 1         | 1          |                  | [ 1 ]       |
| relative Masse  | relative Molekülmasse                              | {\displaystyle M_{\mathrm {r} }\,} | 1         | 1          |                  | [ 1 ]       |
| Wertigkeit      | Ladungszahl eines Ions, Wertigkeit eines Stoffes B | {\displaystyle z_{\mathrm {B} }\,} | 1         | 1          |                  |             |

## Kernphysik
| Größenart             | Physikalische Größe   | Formelzeichen              | Dimension | SI-Einheit          | Andere Einheiten                                              | Bemerkung   |
| --------------------- | --------------------- | -------------------------- | --------- | ------------------- | ------------------------------------------------------------- | ----------- |
| Aktivität             | Aktivität             | {\displaystyle A\,}        | T−1       | Becquerel (Bq)      | Curie (Einheit) (Ci) Stat (St) Eman (eman) Mache-Einheit (ME) |             |
| spezifische Aktivität | spezifische Aktivität | {\displaystyle A_{s}\,}    | T−1 M−1   | Bq·kg−1             | Ci·g−1                                                        | [ 2 ]       |
| molare Aktivität      | molare Aktivität      | {\displaystyle A_{m}\,}    | T−1 N−1   | Bq·mol−1            |                                                               | [ 2 ]       |
| Zeit                  | Halbwertszeit         | {\displaystyle T_{1/2}\,}  | T         | Sekunde (s)         |                                                               |             |
| Zeit                  | Lebensdauer           | {\displaystyle \tau \,}    | T         | Sekunde (s)         |                                                               |             |
| reziproke Zeit        | Zerfallskonstante     | {\displaystyle \lambda \,} | T−1       | s−1                 |                                                               |             |
| spezifische Energie   | Energiedosis          | {\displaystyle D\,}        | T−2 L2    | Gray (Gy) J·kg−1    | Rad (rad)                                                     | [ 2 ] [ 6 ] |
| spezifische Energie   | Äquivalentdosis       | {\displaystyle H\,}        | T−2 L2    | Sievert (Sv) J·kg−1 | Rem (rem)                                                     | [ 2 ] [ 6 ] |
| Ionendosis            | Ionendosis            | {\displaystyle J\,}        | T M−1 I   | C·kg−1              | Röntgen (R)                                                   | [ 2 ] [ 6 ] |
| Fläche                | Wirkungsquerschnitt   | {\displaystyle \sigma \,}  | L2        | Quadratmeter (m2)   | Barn b                                                        |             |

## Reaktorphysik
| Name                                      | Formelzeichen                                         | Dimension | SI-Einheit       | Übliche Einheit    | Engl. Name                              |
| ----------------------------------------- | ----------------------------------------------------- | --------- | ---------------- | ------------------ | --------------------------------------- |
| Kernreaktionsratendichte                  | {\displaystyle r}                                     | T−1 L−3   | m−3 s−1          | cm−3 s−1           | Nuclear reaction rate (density)         |
| Neutronenfluss                            | {\displaystyle \Phi }                                 | T−1 L−2   | m−2 s−1          | cm−2 s−1           | Neutron flux                            |
| Neutronenflussspektrum                    | {\displaystyle \varphi }                              | T L−1 M−1 | m−2 s−1 J−1      | cm−2 s−1 eV−1      | Neutron flux spectrum                   |
| Neutronenwinkelfluss                      | {\displaystyle \psi }                                 | T L−4 M−1 | m−2 s−1 J−1 sr−1 | cm−2 s−1 eV−1 sr−1 | Angular neutron flux                    |
| Neutronenstromdichte                      | {\displaystyle {\vec {J}}}                            | T−1 L−2   | m−2 s−1          | cm−2 s−1           | Neutron current density                 |
| Neutronenanzahldichte                     | {\displaystyle n}                                     | L−3       | m−3              | cm−3               | Neutron number density                  |
| Atomanzahldichte                          | {\displaystyle N}                                     | L−3       | m−3              | cm−3               | Atom number density                     |
| Makroskopischer Wirkungsquerschnitt       | {\displaystyle \Sigma }                               | L−1       | m−1              | cm−1               | Macroscopic cross section               |
| Spezifischer Abbrand                      | {\displaystyle B}                                     | T−2 L2    | W s g−1          | kW d g−1           | (Specific) burnup, (Specific) depletion |
| Neutronenfluenz                           | {\displaystyle \Phi _{t}}                             | L−2       | m−2              | cm−2               | Neutron fluence                         |
| Effektiver Neutronenmultiplikationsfaktor | {\displaystyle k_{\mathrm {eff} }}, {\displaystyle k} | 1         | 1                |                    | Effective neutron multiplication factor |
| Reaktivität                               | {\displaystyle \rho }                                 | 1         | 1                |                    | Reactivity                              |

## Radiometrie
| Größenart                 | Physikalische Größe                                  | Formelzeichen                       | Dimension | SI-Einheit | Andere Einheiten | Bemerkung                                           |
| ------------------------- | ---------------------------------------------------- | ----------------------------------- | --------- | ---------- | ---------------- | --------------------------------------------------- |
| Leistung                  | Strahlungsfluss                                      | {\displaystyle {\mathit {\Phi }}\,} | T−3 L2 M  | Watt (W)   |                  | engl. radiant flux, radiant power                   |
| Leistung durch Raumwinkel | Strahlstärke, Strahlungsstärke, Strahlungsintensität | {\displaystyle I\,}                 | T−3 L2 M  | W·sr−1     |                  | englisch radiant intensity                          |
| Energie                   | Strahlungsenergie (Strahlungsmenge)                  | {\displaystyle Q\,,\,E}             | T−2 L2 M  | Joule (J)  |                  | engl. radiant energy                                |
| Strahldichte              | Strahldichte                                         | {\displaystyle L\,}                 | T−3 M     | W·m−2·sr−1 |                  | engl. radiance                                      |
| Leistungsdichte           | Bestrahlungsstärke                                   | {\displaystyle E\,,\,I}             | T−3 M     | W·m−2      |                  | engl. irradiance                                    |
| Leistungsdichte           | spezifische Ausstrahlung                             | {\displaystyle M\,}                 | T−3 M     | W·m−2      |                  | engl. radiant exitance, veraltet: radiant emittance |
| Leistungsdichte           | Radiosität                                           | {\displaystyle J\,}                 | T−3 M     | W·m−2      |                  | engl. radiosity                                     |
| Energiedichte             | Bestrahlung                                          | {\displaystyle H\,}                 | T−2 M     | J·m−2      |                  | engl. radiant exposure                              |

## PhotometrieundOptik
| Größenart        | Physikalische Größe           | Formelzeichen | Dimension    | SI-Einheit          | Andere Einheiten                                  | Bemerkung                           |
| ---------------- | ----------------------------- | --- | ------------ | ------------------- | ------------------------------------------------- | ----------------------------------- |
| Lichtstärke      | Lichtstärke                   | {\displaystyle I_{\mathrm {v} }\,}                                                                                   | J            | Candela (cd)        | Hefnerkerze (HK)                                  | englisch luminous intensity         |
| Lichtstrom       | Lichtstrom                    | {\displaystyle {\mathit {\Phi }}_{\mathrm {v} }\,}, {\displaystyle {\mathit {F\,}}}, {\displaystyle {\mathit {P\,}}} | J            | Lumen (lm) = cd·sr  |                                                   | engl. luminous flux, luminous power |
| Lichtausbeute    | Lichtausbeute                 | {\displaystyle \eta \,}, {\displaystyle \rho \,}                                                                     | T3 L−2 M−1 J | lm·W−1              |                                                   | engl. luminous efficacy             |
| Lichtmenge       | Lichtmenge                    | {\displaystyle Q_{\mathrm {v} }\,}                                                                                   | T J          | Lumensekunde (lm·s) |                                                   | engl. luminous energy               |
| Leuchtdichte     | Leuchtdichte                  | {\displaystyle L_{\mathrm {v} }\,}                                                                                   | L−2 J        | cd·m−2              | Stilb (sb), Apostilb (asb), Lambert (la), Blondel | engl. luminance                     |
| Lichtstromdichte | Beleuchtungsstärke            | {\displaystyle E_{\mathrm {v} }\,}                                                                                   | L−2 J        | Lux (lx) = lm·m−2   | Nox (nx), Phot (ph)                               | engl. illuminance                   |
| Lichtstromdichte | spezifische Lichtausstrahlung | {\displaystyle M_{\mathrm {v} }\,}                                                                                   | L−2 J        | lm·m−2              |                                                   | engl. luminous emittance            |
| Belichtung       | Belichtung                    | {\displaystyle H_{\mathrm {v} }\,}                                                                                   | T L−2 J      | Luxsekunde (lx·s)   |                                                   | engl. luminous exposure             |
| Länge            | Brennweite                    | {\displaystyle f\,}                                                                                                  | L            | Meter (m)           |                                                   | engl. focal length                  |
| reziproke Länge  | Brechwert, Brechkraft         | {\displaystyle D\,}                                                                                                  | L−1          | m−1                 | Dioptrie (dpt)                                    | engl. diopter, dioptre              |

## Legende
1. 1 2 3 4 5 6 7 8 9 10 11  Verhältnisgröße
2. 1 2 3 4 5 6 7 8 9 10 11 12 13 14 15 16 17 18 19 20 21  bezogene Größe
3. 1 2 3 4 5 6 7 8 9  extensive Zustandsgröße
4. 1 2 3 4 5 6 7 8 9 10  intensive Zustandsgröße
5. 1 2 3  Prozessgröße
6. 1 2 3 4 5 6 7 8 9 10 11 12 13 14 15  Energiegröße
7. 1 2 3 4 5 6 7 8 9 10 11 12 13 14 15 16 17 18 19 20 21  Feldgröße
8. 1 2 3 4 5 6 7 8  Pseudovektor
9. ↑  Erhaltungsgröße bzgl. der Homogenität des Raumes
10. ↑  Erhaltungsgröße bzgl. der Isotropie des Raumes
11. 1 2 3 4 5 6 7 8 9 10  elektromagnetische CGS-Einheit: die Dimension weicht vom SI ab
12. ↑  Erhaltungsgröße bzgl. C-Symmetrie
13. ↑  Diese Bezeichnung wird nicht empfohlen.
14. ↑  Diese Bezeichnung ist mehrdeutig und sollte deshalb vermieden werden.